# Compagnie du chemin de fer d'Orléans à Rouen
La Compagnie du chemin de fer d'Orléans à Rouen est une compagnie française de chemin de fer créée en 1869 et absorbée par l’Administration des chemins de fer de l'État en 1878.

## Histoire

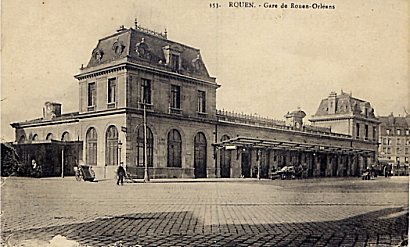
Rouen Orléans.

Une loi du 12 juillet 1865 autorisant les conseils généraux à faire construire des chemins de fer d’intérêt local, le département d’Eure-et-Loir concède, dans une convention du 20 février 1868 approuvée par un décret du 4 août 1869, la construction et l’exploitation d’un Chemin de fer d’intérêt local d’Orléans à Rouen, de la limite du Loiret à celle de l’Eure, à MM. Fresson, Gautray et Vander Elst.
La compagnie est constituée le 27 novembre 1869 par le groupe Philippart et le réseau construit sous l’impulsion de l’ingénieur Pierre De Ridder, fils de Gustave De Ridder.
Par la suite, plusieurs chemins de fer d’intérêt local sont concédés à la compagnie :
- de la Loupe à Senonches ; de Senonches à Châteauneuf ; de Senonches à Nonancourt, par Brezolles ; de Senonches à Verneuil, par la Ferté-Vidame ; de Brou à la limite d’Eure-et-Loir, vers Saint-Calais (à titre éventuel) ; de la Loupe à Brou, par Thiron ; de Maintenon à Auneau, par ou près Gallardon ; de Dreux à Maintenon, par Nogent-le-Roi ; de Chartres à Auneau, par Béville-le-Comte ; d’Auneau à la limite d'Eure-et-Loir, par Sainville (à titre éventuel) ; de Chartres à Brou, par Illiers et de Voves à Toury, par Janville, concédés par le département d’Eure-et-Loir dans une convention du 20 mai 1870 approuvée par un arrêté du 31 juillet 1871[2] ;
- d’Orléans à la limite du département d’Eure-et-Loir, concédé par le département du Loiret dans une convention du 9 octobre 1869 approuvée par un arrêté du 22 août 1871[3], à MM. Fresson, Gautray et Van der Elst [sic] qui en font apport à la compagnie ;
- de la limite des départements du Loiret et d’Eure-et-Loir, vers Patay, à Nogent-le-Rotrou, par Châteaudun, concédé par le département d’Eure-et-Loir dans une convention du 27 avril 1870 approuvée par un décret du 23 janvier 1872[4] ;
- de la limite du département d’Eure-et-Loir, vers Brou, passant par Droué, Mondoubleau et Savigny, et aboutissant à la limite du département de la Sarthe, dans la direction de Saint-Calais, concédé définitivement par le département d’Eure-et-Loir dans une convention du 10 novembre 1871 approuvée par un décret du 19 avril 1872[5] ;
- de la limite du département de l’Eure, vers Montaure, au quai rive gauche de la Seine, à Rouen-Saint-Sever, par Grand-Couronne, concédé par le département de la Seine-Maritime dans une convention du 28 février 1872 approuvée par un décret du 5 avril 1873[6] ;
- de la limite d’Eure-et-Loir (vers Saint-Georges) à Évreux, par Saint-André ; d’Évreux au Neubourg, par les Plateaux ; d’Évreux à Verneuil, par Damville, avec embranchement de Damville à Nonancourt et prolongements jusqu’à la limite des départements d’Eure-et-Loir et de l’Orne ; des Andelys à la station de Saint-Pierre-Louviers ; de Charleval à la limite de l’Eure, vers la ligne de Rouen à Amiens ; de Menesqueville à Lyons-la-Forêt ; de Pont-Authou à la ligne de Lisieux à Honfleur ; de la station d’Évreux (ville) aux usines de Navarre et du Neubourg à Caudebec-lès-Elbeuf, concédés par le département de l’Eure dans une convention du 6 novembre 1871 approuvée par un décret du 8 août 1873[7] ;
- de Saint-Pierre-lès-Elbeuf à la limite du département de l’Eure, vers le Neubourg, concédé par le département de la Seine-Maritime dans une convention du 28 février 1872 approuvée par un décret du 1er août 1874[8].

L’histoire commence quand les fonds nécessaires sont réunis et l’acquisition de terrains commencée sur la section située dans le Loiret. Plusieurs ponts sont construits à Chartres entre 1869 et 1873 : ils traversent différentes rivières telles que l’Avre, la Blaise et le Blairas.
La compagnie dessert les gares de la Compagnie du chemin de fer de Paris à Orléans (PO) à Orléans et celle de la Compagnie des chemins de fer de l'Ouest à Dreux.
La compagnie est mise en faillite au début de l’année 1877 alors que Rouen n’est toujours pas atteint puis, par une loi du 18 mai 1878, l'État rachète au syndic de faillite de la compagnie une partie des lignes qui lui sont concédées et dont certaines sont encore en construction :
- lignes en exploitation :
  - d'Orléans à Chartres ;
  - de Chartres à Saint-Georges (limite de l'Eure) ;
  - de Chartres à Auneau ;
  - de Chartres à Brou ;
- lignes en construction :
  - de Patay à Nogent-le-Rotrou ;
  - de Brou à Savigny, vers Saint-Calais ;
  - de la limite du département de l'Eure à Rouen ;
  - d'Évreux-Ville à Évreux-Navarre, avec raccordement à la gare de l'Ouest.

La ligne est fermée en 1989 dans sa globalité, mises à part quelques portions utilisées pour le trafic passager régional, le fret ou des chemins de fer touristiques.

## Ouvertures de lignes
| Date             | Section                                                                | Longueur (km) |
| 14 février 1870  | Rouen-O. - Petit-Quevilly (Chemin de fer industriel, antérieur à l'OR) | 3             |
| 10 mai 1872      | Louviers - Acquigny - Évreux-Ville                                     | 26            |
| 28 octobre 1872  | Chartres - Orléans                                                     | 67            |
| 8 avril 1873     | Fermaincourt - Dreux                                                   | 8             |
| 1er mai 1873     | Acquigny - Pacy-sur-Eure - Fermaincourt Pacy-sur-Eure - Vernon         | 57 19         |
| 2 août 1873      | Chartres - Dreux                                                       | 42            |
| 15 août 1875     | Louviers - Caudebec-lès-Elbeuf                                         | 18            |
| 14 janvier 1876  | Caudebec-lès-Elbeuf - Elbeuf-Ville                                     | 1             |
| 8 janvier 1883   | Elbeuf-Ville - Rouen-Orléans                                           | 17            |
| 1er juillet 1896 | Raccordement Évreux-Ville - Évreux-Embranchement (Postérieur à l'OR)   | 2             |
| 20 février 1898  | Raccordement Rouen-O. - Rouen-RG (Postérieur à l'OR)                   | 1             |

## Lignes concédées à la compagnie Orléans-Rouen mais ouvertes ultérieurement
- Ligne de Brou à La Loupe, mise en service le 10 décembre 1899 ;
- Ligne de Chartres à Brou, mise en service le 7 mai 1876 ;
- Ligne de Brou à Bessé-sur-Braye, mise en service le 23 mai 1885[10] ;
- Ligne de Voves à Toury, mise en service le 31 mai 1896 ;
- Ligne d'Arrou à Nogent-le-Rotrou, mise en service le 1er mai 1887 ;
- Ligne de Courtalain - Saint-Pellerin à Patay, mise en service le 2 avril 1883.

## Gares
- Orléans (PO)
- Patay
- Orgères
- Voves
- Chartres
- Dreux
- Saint-Georges-Motel

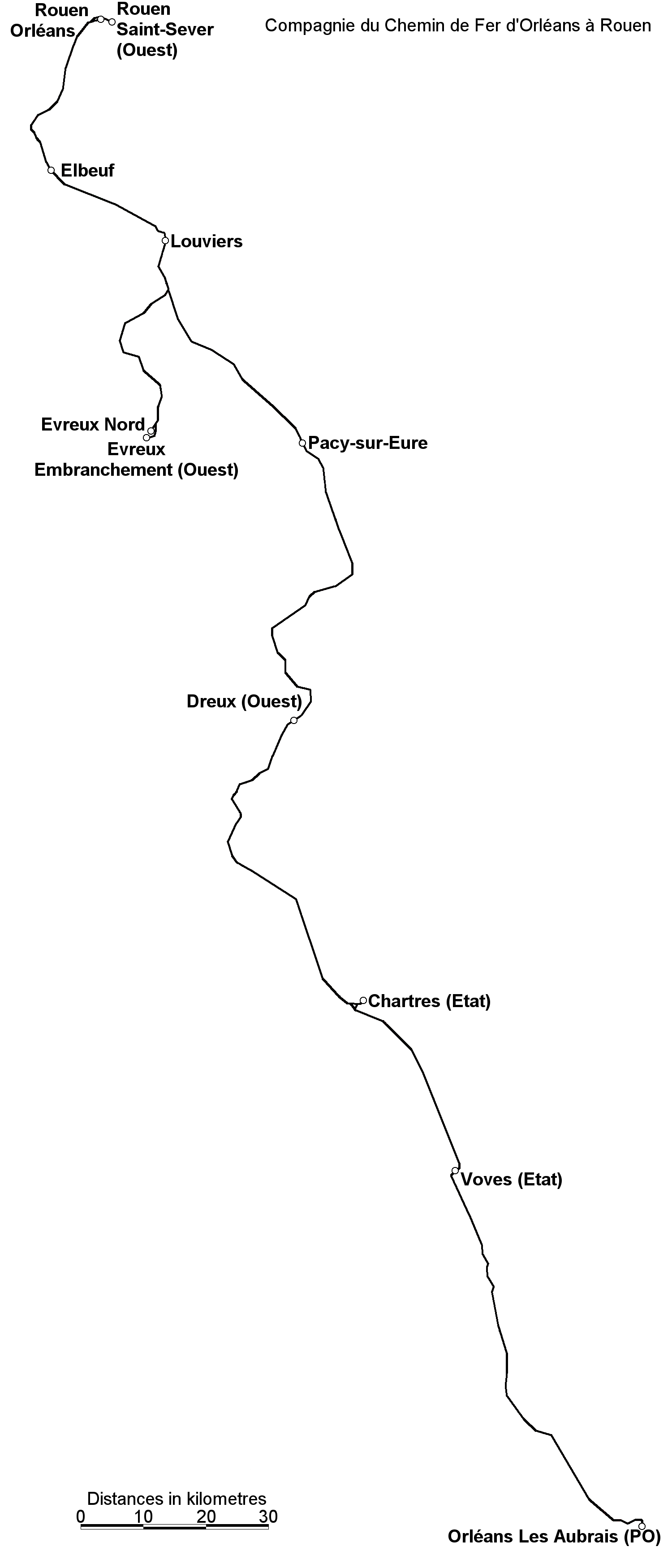
Plan des lignes de la compagnie

- Ligne de Saint-Georges-Motel à Grand-Quevilly
- Petit-Quevilly
- Rouen-Orléans

## Matériel roulant

### Locomotives
- 0.205 à 0.207. Série de trois locomotives construites par Tubize en 1872 (numérotation de l'État) et utilisées pour les manœuvres dans les gares et dépôts, dont Château-du-Loir, Chartres et Courtalain. Ces machines ont été radiées en 1893, 1896 et 1907.
- 120 série 2161 à 2167. Sept machines construites en 1875 par Tubize ; elles étaient similaires en termes de conception à celles des chemins de fer de Lérouville à Sedan et de Lille à Valenciennes. Elles étaient essentiellement utilisées sur les lignes Chartres - Dreux, Chartres - Orléans et Chartres - Brou. Elles ont été radiées en 1892, et n’ont jamais reçu de numérotation État. Leurs tenders ont été ensuite utilisés avec des machines 121 (numérotées 2601 à 2610).
- 220 série 951 à 998. Ces locomotives n'étaient pas des machines de l’Orléans-Rouen mais étaient utilisées par l’Ouest puis l’État pour les services de Rouen à Orléans.

### Voitures
La compagnie d'Orléans à Rouen (OR) possédait seulement 44 voitures. Toutes ont été transférées à l’État au moment de la création de ce réseau en 1878.
- Voiture-buffet. L'OR possédait une voiture-buffet, construite à partir d'une voiture mixte et allongée de 5,50 m puis transformée en voiture-salon.
- AB[11] 346 à 358. Entre 1872 et 1873, treize voitures mixtes de première et deuxième classes ont été construites pour l'OR.
- ABC[12] 534 à 539. C’était une série de six voitures mixtes avec un compartiment de première classe, un de deuxième classe et deux de troisième classe.
- C[13] 2706 à 2729. Trente-quatre voitures de troisième classe avec cinq compartiments et plateformes d’accès étaient utilisées par l'OR. Certaines voitures ont été utilisées jusqu'en 1934 par l'État, spécialement entre Le Pallet et Vallet. Deux de ces voitures ont été transformées en voitures de service aux environs de 1903.
- Fourgons. L'OR possédait un fourgon postal, numéroté Cf 4527.

## Lignes ayant subsisté
- Rouen - Saint-Pierre-lès-Elbeuf (chemin de fer touristique[Quoi ?])
- Louviers - Acquigny
- La Croix-Saint-Leufroy - Bueil (chemin de fer touristique)
- Dreux - Chartres
- Chartres - Orléans